# Margaret Clitherow

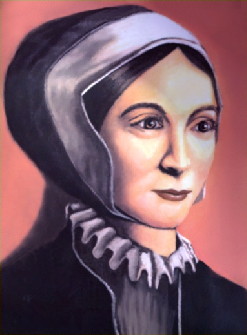
Magarita Clitherow

Magarita Clitherow (1556–1586) tên gọi khác Viên ngọc xứ York là một vị Thánh Công giáo người Anh và là người tử vì đạo.

## Tiểu sử
Magarita sinh ra và lớn lên trong giai đoạn vua Henry VIII của Anh, lúc này Anh giáo và Giáo hội Công giáo Rôma bài trừ nhau. Trớ trêu thay, Magarita là một người Công giáo. Đến tuổi trưởng thành, bà lập gia đình với người bán thịt heo tên là Gioan Clitherow và sinh được hai đứa con. Chồng của Magarita thì chấp nhận theo Anh giáo nhưng bà Magarita thì cương quyết trung thành với Giáo hội Công giáo Roma. Thêm vào đó, Magarita còn kín đáo cho các Linh mục Công giáo trú ẩn trong nhà.
Bà nhiều lần bị bắt rồi được thả ra và tiếp tục tái diễn cảnh chứa chấp và ủng hộ cho các Linh mục Công giáo. Sau cùng, năm 1586 bà bị bắt thực thụ và bị kết án tử hình. Bà xin ân xá nhưng lần này không được chấp nhận. Bà Magarita Clitherow bình tĩnh chờ ngày hành quyết. Đêm trước ngày hành quyết, bà thức dậy lúc nửa đêm, mặc chiếc áo phủ kín người mà bà kín đáo tự may trong tù, rồi quỳ cầu nguyện cho tới sáng. Bà xin người cai tù trao chiếc mũ của bà cho chồng, bày tỏ tình bà dành cho chồng, như là người chủ gia đình. Bà cũng xin trao đôi giày và đôi tấc của bà cho đứa con gái lớn.
Ngày 25 tháng 3 năm 1586, cuộc hành quyết diễn ra khác với bản án đã ghi. Bà bị giết ngoài nhà tù. Bà được phép quỳ gối cầu nguyện trước khi thân xác bị nghiền nát. Năm ấy, bà Magarita Clitherow mới 30 tuổi.